# Соколов, Михаил Георгиевич
Михаи́л Гео́ргиевич Соколо́в (1875—1953) — русский и советский художник и график.

## Биография
Родился 24 сентября 1875 года в Москве в мещанской семье.
Учился в МУЖВЗ в 1891—1897 годах. За живописный этюд (1895—1896 годы) и за рисунок (1896—1897 годы) награждался малыми серебряными медалями. В 1897 году получил звание неклассного (свободного) художника. Продолжил обучение в Высшем художественном училище живописи, скульптуры и архитектуры при Императорской Академии художеств (1897—1902) в мастерской И. Е. Репина. В 1902 году был удостоен звания художника за картину «На родине».
Михаил Соколов жил в Москве, в 1930—1940 годах — в поселке художников Пески под Москвой. Работал как пейзажист, портретист и жанрист. Занимался копированием, выполнял иллюстрации и портретные заказы. Также давал частные уроки живописи.
С 1895 года — участник выставок (ученическая, МУЖВЗ). Экспонировал свои работы на выставках Московского общества любителей художеств (1902—1903, 1905), Весенних выставках в залах ИАХ (1902, 1903, 1913), ТПХВ (1903, 1913—1915), Общества русских акварелистов (1918), группы «Жизнь — творчество» (1924), юбилейной выставке «Художники РСФСР за XV лет» (1932—1934) в Москве и Ленинграде, «Графика и книжное искусство в СССР» в Амстердаме (1929), Всемирной выставке в Париже (1937) и других. Член и экспонент АХРР (1924), Общества художников им. И. Е. Репина (1927—1929).
В советское время произведения М. Г. Соколова о знаковых событиях советской истории находились в экспозиции Государственного музея Революции СССР («Ленин в Смольном в Октябрьские дни 1917 года», «Арест Временного правительства в 1917 году», Центрального музея В. И. Ленина («Покушение на В. И. Ленина 30 августа 1918 года»), в музее депо «Москва-Сортировочная» Московско-Казанской железной дороги.
Умер в 1953 году в Москве.

## Труды
Произведения Соколова находятся во многих музейных собраниях, в том числе в Государственной Третьяковской галерее и Музее Академии художеств.

## Галерея

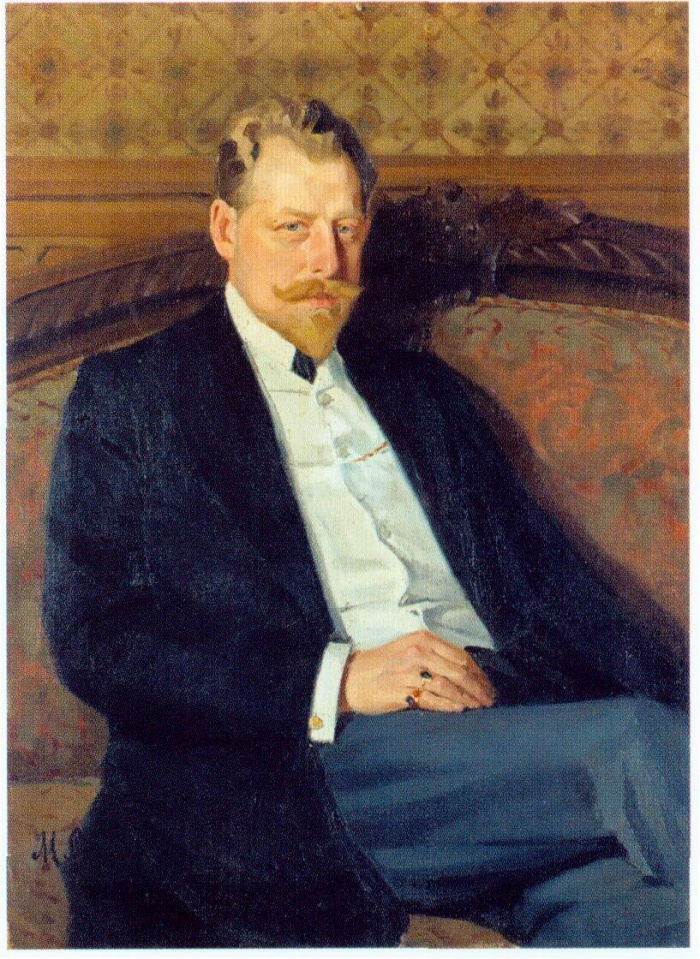
Портрет Петра Дмитриевича Боткина, 1906, ГТГ
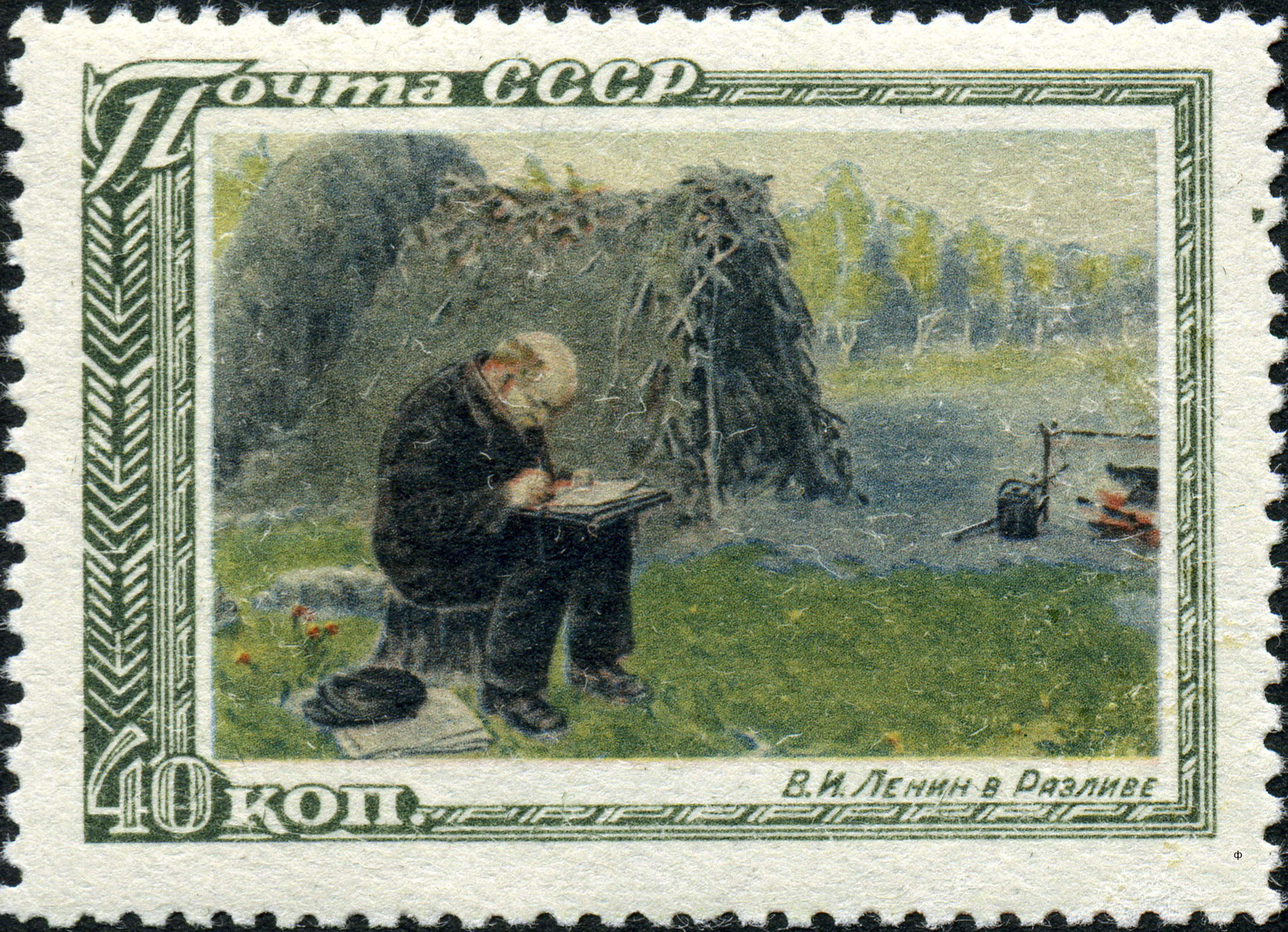
Ленин в Разливе
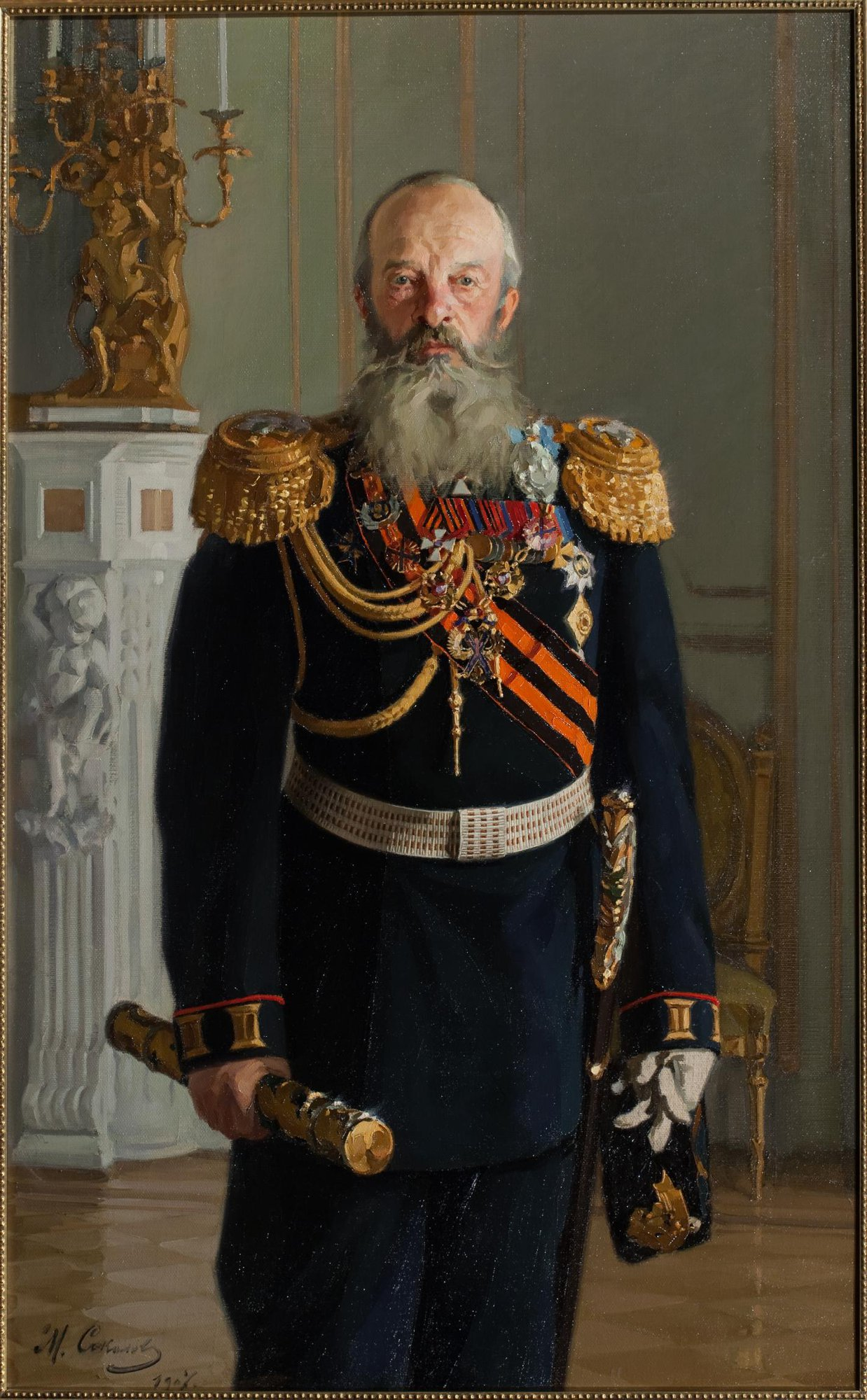
Портрет великого князя Михаила Николаевича, 1907
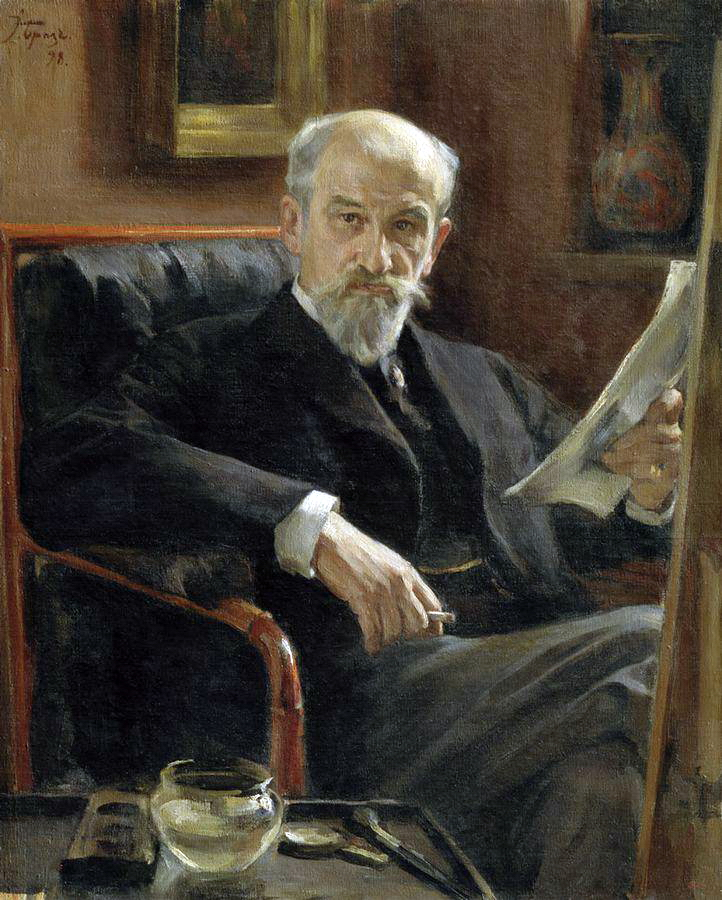
Портрет Осипа Эммануиловича Браза, 1898